# 64e Primetime Emmy Awards
De 64e Primetime Emmy Awards, waarbij prijzen werden uitgereikt in verschillende categorieën voor de beste Amerikaanse televisieprogramma's die in primetime werden uitgezonden tussen 1 juni 2011 en 31 mei 2012, vond plaats op 23 september 2012 in het Nokia Theatre in Los Angeles. De feestelijke plechtigheid werd gepresenteerd door Jimmy Kimmel en in Nederland rechtstreeks uitgezonden door HBO.
De genomineerden werden bekendgemaakt op 19 juli door Kerry Washington en Jimmy Kimmel.

## Winnaars en genomineerden
De winnaars staan bovenaan in vet lettertype. Vermeld zijn de categorieën die werden uitgereikt tijdens de televisie-uitzending.

### Programma's
| Dramaserie (Outstanding Drama Series)                                                                                         | Komedieserie (Outstanding Comedy Series) |
| --- | --- |
| - Homeland - Boardwalk Empire - Breaking Bad - Downton Abbey - Game of Thrones - Mad Men                                      | - Modern Family - 30 Rock - The Big Bang Theory - Curb Your Enthusiasm - Girls - Veep                                                                        |
| Miniserie of televisiefilm (Outstanding Miniseries or Movie)                                                                  | Variétéshow (Outstanding Variety Series) |
| - Game Change - American Horror Story - Hatfields & McCoys - Hemingway & Gellhorn - Luther - Sherlock: A Scandal in Belgravia | - The Daily Show with Jon Stewart - The Colbert Report - Jimmy Kimmel Live! - Late Night with Jimmy Fallon - Real Time with Bill Maher - Saturday Night Live |
| Reality competitieprogramma (Outstanding Reality-Competition Program)                                                         | |
| - The Amazing Race - Dancing with the Stars - Project Runway - So You Think You Can Dance - Top Chef - The Voice              | |

### Acteurs

#### Hoofdrollen
| Mannelijke hoofdrol in een dramaserie (Outstanding Lead Actor in a Drama Series) | Vrouwelijke hoofdrol in een dramaserie (Outstanding Lead Actress in a Drama Series) |
| --- | --- |

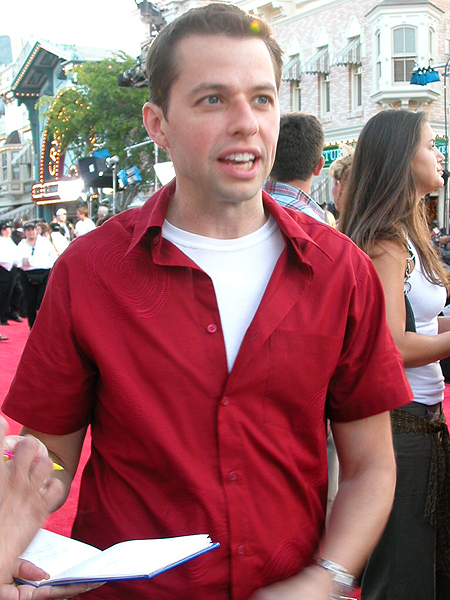
Jon Cryer (Two and a Half Men), winnaar mannelijke hoofdrol in een komedieserie

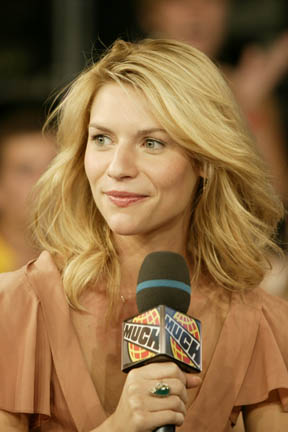
Claire Danes (Homeland), winnaar vrouwelijke hoofdrol in een dramaserie

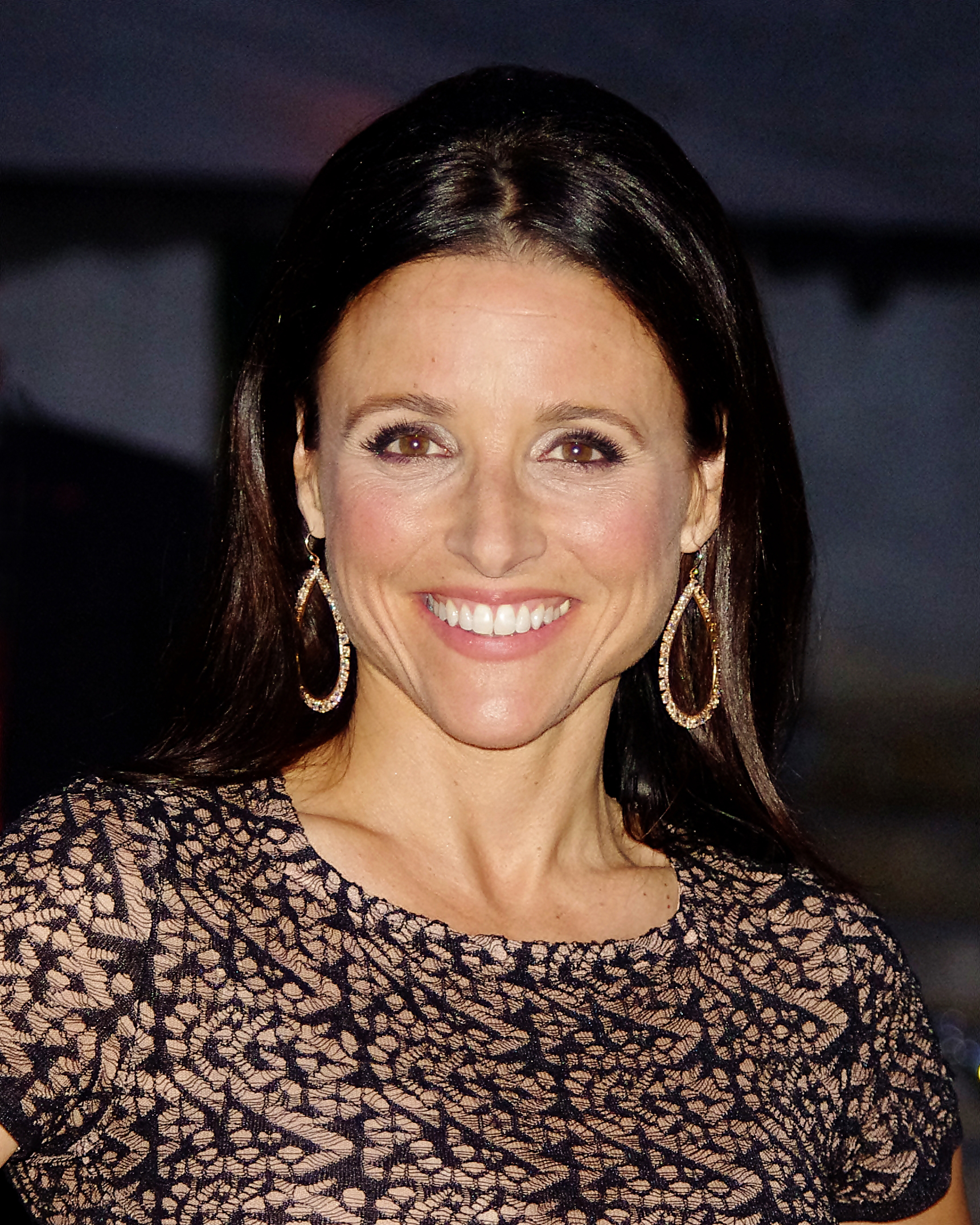
Julia Louis-Dreyfus (Veep), winnaar vrouwelijke hoofdrol in een komedieserie

| - Damian Lewis als Nicholas Brody – Homeland - Hugh Bonneville als Robert Crawley – Downton Abbey - Steve Buscemi als Nucky Thompson – Boardwalk Empire - Bryan Cranston als Walter White – Breaking Bad - Michael C. Hall als Dexter Morgan – Dexter - Jon Hamm als Don Draper – Mad Men                                                  | - Claire Danes als Carrie Mathison – Homeland - Kathy Bates als Harriet Korn – Harry's Law - Glenn Close als Patty Hewes – Damages - Michelle Dockery als Mary Crawley – Downton Abbey - Julianna Margulies als Alicia Florrick – The Good Wife - Elisabeth Moss als Peggy Olson – Mad Men                                |
| Mannelijke hoofdrol in een komedieserie (Outstanding Lead Actor in a Comedy Series) | Vrouwelijke hoofdrol in een komedieserie (Outstanding Lead Actress in a Comedy Series) |
| - Jon Cryer als Alan Harper – Two and a Half Men - Alec Baldwin als Jack Donaghy – 30 Rock - Louis C.K. als Louie – Louie - Don Cheadle als Marty Kaan – House of Lies - Larry David als Larry David – Curb Your Enthusiasm - Jim Parsons als Sheldon Cooper – The Big Bang Theory                                                         | - Julia Louis-Dreyfus als Selina Meyer – Veep - Zooey Deschanel als Jess Day – New Girl - Lena Dunham als Hannah Horvath – Girls - Edie Falco als Jackie Peyton – Nurse Jackie - Tina Fey als Liz Lemon – 30 Rock - Melissa McCarthy als Molly Flynn – Mike & Molly - Amy Poehler als Leslie Knope – Parks and Recreation |
| Mannelijke hoofdrol in een miniserie of televisiefilm (Outstanding Lead Actor in a Miniseries or a Movie) | Vrouwelijke hoofdrol in een miniserie of televisiefilm (Outstanding Lead Actress in a Miniseries or a Movie) |
| - Kevin Costner als Anse Hatfield – Hatfields & McCoys - Benedict Cumberbatch als Sherlock Holmes – Sherlock: A Scandal in Belgravia - Idris Elba als John Luther – Luther - Woody Harrelson als Steve Schmidt – Game Change - Clive Owen als Ernest Hemingway – Hemingway & Gellhorn - Bill Paxton als Randall McCoy – Hatfields & McCoys | - Julianne Moore als Sarah Palin – Game Change - Connie Britton als Vivien Harmon – American Horror Story - Ashley Judd als Rebecca Winstone – Missing - Nicole Kidman als Martha Gellhorn – Hemingway & Gellhorn - Emma Thompson als She – The Song of Lunch                                                             |

#### Bijrollen
| Mannelijke bijrol in een dramaserie (Outstanding Supporting Actor in a Drama Series) | Vrouwelijke bijrol in een dramaserie (Outstanding Supporting Actress in a Drama Series) |
| --- | --- |
| - Aaron Paul als Jesse Pinkman – Breaking Bad - Jim Carter als Mr. Carson – Downton Abbey - Brendan Coyle als John Bates – Downton Abbey - Peter Dinklage als Tyrion Lannister – Game of Thrones - Giancarlo Esposito als Gustavo Fring – Breaking Bad - Jared Harris als Lane Pryce – Mad Men                    | - Maggie Smith als Violet Crawley – Downton Abbey - Christine Baranski als Diane Lockhart – The Good Wife - Joanne Froggatt als Anna – Downton Abbey - Anna Gunn als Skyler White – Breaking Bad - Christina Hendricks als Joan Holloway Harris – Mad Men - Archie Panjabi als Kalinda Sharma – The Good Wife                                   |
| Mannelijke bijrol in een komedieserie (Outstanding Supporting Actor in a Comedy Series) | Vrouwelijke bijrol in een komedieserie (Outstanding Supporting Actress in a Comedy Series) |
| - Eric Stonestreet als Cameron Tucker – Modern Family - Ty Burrell als Phil Dunphy – Modern Family - Jesse Tyler Ferguson als Mitchell Pritchett – Modern Family - Max Greenfield als Schmidt – New Girl - Bill Hader als diverse personages – Saturday Night Live - Ed O'Neill als Jay Pritchett – Modern Family | - Julie Bowen als Claire Dunphy – Modern Family - Mayim Bialik als Amy Farrah Fowler – The Big Bang Theory - Kathryn Joosten als Karen McCluskey – Desperate Housewives - Sofía Vergara als Gloria Delgado-Pritchett – Modern Family - Merritt Wever als Zoey Barkow – Nurse Jackie - Kristen Wiig als diverse personages – Saturday Night Live |
| Mannelijke bijrol in een miniserie of televisiefilm (Outstanding Supporting Actor in a Miniseries or a Movie) | Vrouwelijke bijrol in een miniserie of televisiefilm (Outstanding Supporting Actress in a Miniseries or a Movie) |
| - Tom Berenger als Jim Vance – Hatfields & McCoys - Martin Freeman als John Watson – Sherlock: A Scandal in Belgravia - Ed Harris als John McCain – Game Change - Denis O'Hare als Larry Harvey – American Horror Story - David Strathairn als John Dos Passos – Hemingway & Gellhorn                             | - Jessica Lange als Constance Langdon – American Horror Story - Frances Conroy als Moira – American Horror Story - Judy Davis als Jill Tankard – Page Eight - Sarah Paulson als Nicolle Wallace – Game Change - Mare Winningham als Sally McCoy – Hatfields & McCoys                                                                            |

### Regie
| Regie van een dramaserie (Outstanding Directing for a Drama Series) | Regie van een komedieserie (Outstanding Directing for a Comedy Series) |
| --- | --- |
| - Boardwalk Empire (Aflevering: "To the Lost") – Tim Van Patten - Breaking Bad (Aflevering: "Face Off") – Vince Gilligan - Downton Abbey (Aflevering: "Episode 7") – Brian Percival - Homeland (Aflevering: "Pilot") – Michael Cuesta - Mad Men (Aflevering: "The Other Woman") – Phil Abraham | - Modern Family (Aflevering: "Baby on Board") – Steven Levitan - Curb Your Enthusiasm (Aflevering: "Palestinian Chicken") – Robert B. Weide - Girls (Aflevering: "She Did") – Lena Dunham - Louie (Aflevering: "Duckling") – Louis C.K. - Modern Family (Aflevering: "Virgin Territory") – Jason Winer - New Girl (Aflevering: "Pilot") – Jake Kasdan |
| Regie van een miniserie, televisiefilm of "dramatic special" (Outstanding Directing for a Miniseries, Movie, or a Dramatic Special) | Regie van een "variété-, muziek- of komediespecial" (Outstanding Directing for a Variety, Music, or Comedy Special) |
| - Game Change – Jay Roach - Hatfields & McCoys – Kevin Reynolds - Hemingway & Gellhorn – Philip Kaufman - Luther – Sam Miller - Sherlock: A Scandal in Belgravia – Paul McGuigan | - 65th Tony Awards – Glenn Weiss - 84th Academy Awards – Don Mischer - 54th Grammy Awards – Louis J. Horvitz - Louis C.K.: Live at the Beacon Theater – Louis C.K. - New York City Ballet: George Balanchine's The Nutcracker (Live from Lincoln Center) – Alan Skog                                                                                  |

### Scenario
| Scenario voor een dramaserie (Outstanding Writing for a Drama Series) | Scenario voor een komedieserie (Outstanding Writing for a Comedy Series) |
| --- | --- |
| - Homeland (Aflevering: "Pilot") – Alex Gansa, Howard Gordon en Gideon Raff - Downton Abbey (Aflevering: "Episode 7") – Julian Fellowes - Mad Men (Aflevering: "Commissions and Fees") – Andre Jacquemetton en Maria Jacquemetton - Mad Men (Aflevering: "Far Away Places") – Semi Chellas en Matthew Weiner - Mad Men (Aflevering: "The Other Woman") – Semi Chellas en Matthew Weiner | - Louie (Aflevering: "Pregnant") – Louis C.K. - Community (Aflevering: "Remedial Chaos Theory") – Chris McKenna - Girls (Aflevering: "Pilot") – Lena Dunham - Parks and Recreation (Aflevering: "The Debate") – Amy Poehler - Parks and Recreation (Aflevering: "Win, Lose, or Draw") – Michael Schur |
| Scenario voor een miniserie, televisiefilm of "dramatic special" (Outstanding Writing for a Miniseries, Movie, or a Dramatic Special) | Scenario voor een "variété-, muziek- of komediespecial" (Outstanding Writing for a Variety, Music, or Comedy Special) |
| - Game Change – Danny Strong - Hatfields & McCoys (Aflevering: "Part 2") – Ted Mann, Ronald Parker en Bill Kerby - The Hour – Abi Morgan - Luther – Neil Cross - Sherlock: A Scandal in Belgravia – Steven Moffat | - Louis C.K.: Live at the Beacon Theater - 84th Academy Awards - Betty White's 90th Birthday: A Tribute to America's Golden Girl - Kennedy Center Honors - 65th Tony Awards |

### Presentator
| Presentator van een reality programma (Outstanding Host for a Reality or Reality-Competition Program)                                                                                               |
| --- |
| - Tom Bergeron – Dancing with the Stars - Cat Deeley – So You Think You Can Dance - Phil Keoghan – The Amazing Race - Ryan Seacrest – American Idol - Betty White – Betty White's Off Their Rockers |